# فضيحة رشوة كرة القدم الفرنسية
وقعت فضيحة رشوة كرة القدم الفرنسية (بالفرنسية: Affaire VA-OM)‏ خلال مباراة في الدوري الفرنسي 1992–93 بين نادي فالنسيان وأولمبيك مَرسيليا، تواصل رئيس مَرسيليا برنارد تابي والمدير العام جان بيير بيرن مع لاعبي فالنسيان خورخي بوروتشاغا وجاك غلاسمان [الإنجليزية] وكريستوف روبرت، من خلال لاعب مَرسيليا جان جاك إيديلي. طلب إيديلي من لاعبي فالنسيان تقليل الحدة في المباراة حفاظًا على لياقة لاعبي مَرسيليا قبل نهائي دوري أبطال أوروبا 1993 ضد إيه سي ميلان بعد ستة أيام. قبل بوروتشاغا وروبرت الرشوة، بينما رفض غلاسمان المشاركة في الرشوة وكشف الفضيحة علنًا. تكريمًا لشجاعته ونزاهته حصل غلاسمان على جائزة الفيفا للعب النظيف لعام 1995.
أدت الفضيحة إلى سحب لقب الدوري من مَرسيليا، لكن باريس سان جيرمان الذي حل في المركز الثاني رفض قبول اللقب، وبالتالي لم يُمنح لقب الدوري لموسم 1992-1993 لأي فريق. أُدين تابي وبيرن وبوروتشاغا وإيديلي وروبرت بالفساد في محاكمة لاحقة، وحُكم على تابي وإيديلي بالسجن، بينما تلقى بيرن وبوروتشاغا وروبرت أحكامًا مع وقف التنفيذ.

## التاريخ

### السياق
كان أولمبيك مَرسيليا قبل بداية الدوري الفرنسي 1992–93 قد فاز بأربع بطولات فرنسية سابقة في الدوري الفرنسي. كان مَرسيليا قد خسر نهائي كأس أوروبا 1991 أمام النجم الأحمر بلغراد بسبب غياب بعض اللاعبين، وهو ظرف لم يرغب رئيس مَرسيليا برنارد تابي في تكراره. تأهل مَرسيليا إلى نهائي دوري أبطال أوروبا 1993 لمواجهة إيه سي ميلان بعد فوزه 1-0 على كلوب بروج البلجيكي في المباراة الأخيرة من دور المجموعات. كان مَرسيليا أيضًا قريبًا من الفوز بلقب الدوري الفرنسي الدرجة الأولى.

### تنظيم الرشوة

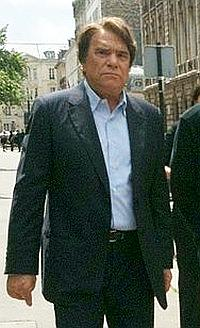
نظم برنارد تابي الرشوة لضمان بقاء لاعبي مَرسيليا في حالة جيدة ولياقتهم البدنية عالية استعدادًا لنهائي دوري أبطال أوروبا 1993.

ذكر لاعب نادي فالنسيان جاك غلاسمان في كتاب سيرته الذاتية أن قائد النادي كريستوف روبرت طلب منه التنازل عن مباراة مَرسيليا في 19 مايو. طلب برنارد تابي من لاعب مَرسيليا جان جاك إيديلي أن يكون وسيطًا لرشوة لاعبي فالنسيان غلاسمان، وروبرت، وخورخي بوروتشاغا. في كتابه لعام 2006، وصف إيديلي الحدث قائلاً: «قال لنا برنارد تابي من الضروري أن تتواصل مع زملائك السابقين في فريق نانت في فالنسيان (وُجِد اثنان منهم بما في ذلك بوروتشاغا). لا نريد أن يتصرفوا مثل البلهاء وأن يرهقونا قبل المباراة النهائية مع ميلان»
قرابة الساعة 21:00 بتوقيت وسط أوروبا الصيفي (19:00 بالتوقيت العالمي) في ذلك اليوم، تحدث روبرت إلى إيديلي وتحدث لاحقًا إلى المدير العام لمَرسيليا جان بيير بيرن. أثناء المكالمة، رفض غلاسمان المشاركة في الرشوة، بينما قبل الاثنان الآخران الرشوة، واتُّفق مع زوجة روبرت لجمع الأموال من إيديلي. في يوم المباراة، أقنع روبرت فريق فالنسيان بخسارة المباراة عمدًا.

### المباراة
أُقيمت المباراة على أرض نادي فالنسيان في ملعب نونجيسير [الإنجليزية] في 20 مايو 1993. سجل لاعب مَرسيليا ألين بوكشيتش الهدف الوحيد في الدقيقة 21. في الدقيقة 23، اُستبدل كريستوف روبرت بسبب إصابة مزعومة بعد تدخل بسيط من إريك دي ميكو [الإنجليزية]. لاحظ الحكم جان ماري فينيل أن المباراة كانت غير عادية فلم يعترض خورخي بوروتشاغا على أي قرارات تحكيمية كما كان يفعل عادةً، بينما كان غلاسمان يجري في الملعب وكأنه يحاول إثبات شيء ما. في استراحة الشوط الأول، أخبر غلاسمان مدرب فالنسيان بورو بريموراتش عن الرشوة. أخبر غلاسمان فينيل عن الرشوة خلال الشوط الثاني من المباراة، لكنه لم يذكر أسماء اللاعبين المتورطين. تحدث فينيل إلى الحكمين المساعدين وقائد نادي مَرسيليا ديدييه ديشامب عن المزاعم وذكرها في تقريره بعد المباراة. دخلت الشرطة غرفة تغيير الملابس لفريق مَرسيليا مباشرة بعد المباراة واستجوبت بعض اللاعبين.
حصل مَرسيليا على لقب الدوري الفرنسي الدرجة الأولى لموسم 1992–93 بعد فوزهم بالمباراة. أُقيم نهائي دوري أبطال أوروبا 1993 بعد ستة أيام، وفاز مَرسيليا على ميلان 1-0، بهدف سجله المدافع باسيل بولي في الدقيقة 43، وأصبح أول فريق فرنسي يفوز بكأس أوروبا.

## ما بعد الحادثة

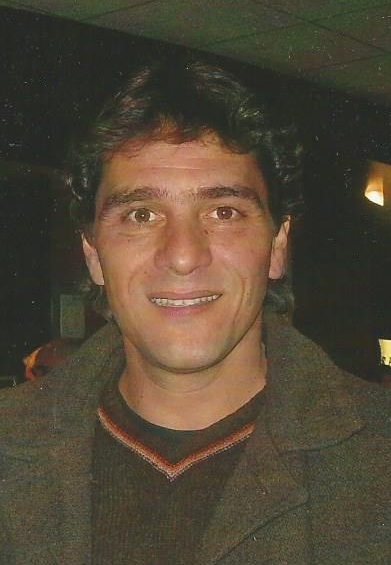
جان جاك إيديلي الذي كان وسيط فضيحة الرشوة.

اتصل روبرت بعد المباراة بأسبوعين بقاضي فالنسيان إريك دو مونغولفييه [الإنجليزية] واعترف بدوره في فضيحة الرشوة. داهم المحققون الحديقة الخلفية لعمة روبرت ووجدوا 250.000 فرنك فرنسي. ادعى تابي في البداية أن المال كان قرضًا لروبرت لبدء مطعم، ولكن في 17 يونيو، اعترف روبرت بأن المال كان متعلقًا بالرشوة.
 داهمت الشرطة الفرنسية في 30 يونيو مقر نادي مَرسيليا لكرة القدم. واستجوبت اثني عشر عضوًا من فريق مَرسيليا خلال جلسة تدريبية قبل الموسم في جبال البرانس. اعترف إيدلي بدفع الرشوة واُعتقِل هو وبيرن ووضعا في السجن بتهمة "الفساد النشط". اُعتقل روبرت لاحقًا في بيريغو. اعترفت ماري كريستين، زوجة كريستوف روبرت، بجمع الرشوة لإيدلي وُوجِهت لها تهمة التآمر.
ترك برنيس منصبه في مَرسيليا في يوليو 1993 بسبب الفضيحة. سحب الاتحاد الفرنسي لكرة القدم لقب الدوري الفرنسي من مَرسيليا في سبتمبر، ومنع الاتحاد الأوروبي لكرة القدم مَرسيليا من المشاركة في دوري أبطال أوروبا 1993–94 وفي كأس السوبر الأوروبي 1993، وفي كأس الإنتركونتيننتال 1993. كما أوقف الاتحاد الفرنسي لكرة القدم إيدلي وروبرت وبوروتشاغا. عُرض لقب الدوري الفرنسي على وصيف الدوري باريس سان جيرمان، لكنهم رفضوا ذلك لذا لم يُمنح أي فريق لقب الدوري في موسم 1992-93. عُرض على باريس سان جيرمان أيضًا مكان في دوري أبطال أوروبا 1993–94 الذي كان قد خسره مَرسيليا، لكنهم رفضوا ذلك لأن رعاتهم كنال+ اعتقدوا أن أخذ المكان سيتسبب في مشاكل مع مشاهديهم في بروفنس. ونتيجة لذلك، احتل نادي موناكو المركز الثالث في ذلك المكان. بدلاً من ذلك، شارك باريس سان جيرمان في كأس الكؤوس الأوروبية 1993–94، بصفتهم فائزين بكأس فرنسا 1992–93.
أُقيل تابي من منصبه رئيساً لمَرسيليا في عام 1994م. وحل محله بيير كانجيوني [الإنجليزية]. حظر الاتحاد الفرنسي لكرة القدم تابي وبرنيس مدى الحياة، وحُظر اللاعبون المتورطون من اللعب في كرة القدم الفرنسية حتى 1 يناير 1996. ألغى الاتحاد الدولي لكرة القدم حظرَ برنيس في عام 1996.
أُجبر مَرسيليا على الهبوط إلى الدرجة الثانية لموسم 1994–95 بسبب فضيحة الرشوة والصعوبات المالية. لم يُمنَع مَرسيليا من المشاركة في المسابقات الأوروبية مع أنه هبط إلى الدرجة الثانية، وبالتالي شارك في كأس الاتحاد الأوروبي 1994–95. خسروا في الجولة الثانية أمام سيون بفضل قانون أهداف خارج الأرض. أعلن النادي إفلاسه في عام 1995 واضطر إلى قضاء موسم ثانٍ في الدرجة الثانية. عاد النادي إلى الدرجة الأولى في موسم 1996–97.
مُنح غلاسمان في عام 1995 جائزة الفيفا للعب النظيف لرفضه قبول رشوة.

### المحاكمة
بدأت محاكمة فضيحة الرشوة في فالنسيان في مارس 1995.:75 خلال المحاكمة، اعترف برنيس وإيدلي بارتكاب الفساد وألقيا باللوم على تابي في الحادثة. زعم برنيس أن النادي استخدم الرشوة في المباريات خمس مرات إلى ست في الموسم. حصل إيدلي على تخفيف في عقوبة الإيقاف بسبب شهادته ضد تابي. اعترف تابي بالكذب، لكنه زعم أنه كان بحسن نية. وقال أيضاً إن أموال الرشوة جاءت من عائدات تذاكر نهائي دوري أبطال أوروبا.
صدر حكم القضية في 15 مايو 1995.:75 حُكم على تابي بالسجن أكثر من عامين؛ ثمانية أشهر من الحكم بسبب التلاعب في المباريات وثمانية عشر شهراً أخرى بسبب الاحتيال في حسابات النادي. كما غُرم تابي 20,000 فرنك فرنسي. قضى تابي ستة أشهر قبل أن يحصل على إطلاق سراح مشروط.
حُكم على برنيس وإيدلي وروبرت وبوروتشاغا بعقوبات بالسجن. حصل إيدلي على عقوبة بالسجن مدة سنة واحدة، بينما حصل بوروتشاغا وروبرت على أحكام بالسجن مدة ستة أشهر مع وقف التنفيذ، وحُكم على برنيس بعقوبة بالسجن مدة سنتين مع وقف التنفيذ وغرامة.

## ادعاءات أخرى

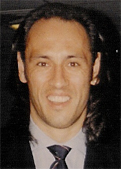
مارك هاتيلي الذي زعم في عام 2011 أنه عُرض عليه المال لعدم اللعب في مباراة عام 1993 ضد مَرسيليا.

ادعى مدرب سيسكا موسكو الروسي غينادي كوستيليف [الإنجليزية] بعد مزاعم الرشوة أن مَرسيليا حاول رشوته في مباراة دور المجموعات لدوري أبطال أوروبا 1992–93 على الرغم من التراجع عن هذا الإدعاء لاحقًا.
زعم لاعب نادي رينجرز السابق مارك هاتيلي في مقابلة مع شبكة آي تي في في عام 2011 أن مَرسيليا عرض عليه المال لعدم اللعب في مباراة دوري الأبطال التي أُقيمت في 7 أبريل 1993 بين الفريقين مما يُشكك بفوز مَرسيليا في دوري أبطال أوروبا 1992–93، مع أن الأمر انتهى بهاتلي بالإيقاف عن المباراة بعد طرده في مباراة رينجرز السابقة ضد كلوب بروج. فشل رينجرز في النهاية في التأهل من دور المجموعات بفارق هدف واحد بعد تعادله 1-1 مع مَرسيليا في المباراة قبل الأخيرة من دور المجموعات. لم يُحقق الاتحاد الأوروبي لكرة القدم في مزاعم هيتلي ويرى بأن حظر ماسيليا من دوري أبطال أوروبا 1993–94 عقوبة كافية للنادي.
زعم إيديلي في عام 2006م أنه حُقن مع بعض لاعبي مَرسيليا بحقن مشبوهة قبل نهائي دوري أبطال أوروبا 1993.
اتهم القاضي بيير فيليبون تابي، في أثناء التحقيق في مباراة فالنسيان، بالاحتيال بقيمة 12 مليون جنيه إسترليني في التلاعب في ثلاث مباريات في كأس أوروبا ودوري أبطال أوروبا بين عامي 1989 و1993. لم يُدن القاضي أحداً بتهمة الاحتيال في هذه الادعاءات في نهاية الأمر.
قال قائد النجم الأحمر بلغراد ستيفان ستويانوفيتش والأمين العام فلاديمير سفيتكوفيتش —وكلاهما من المشاركين في فوز النجم الأحمر في نهائي كأس أوروبا 1991 ضد مَرسيليا في ملعب سان نيكولا في باري قبل موسمين من الفضيحة— ادعوا في وسائل الإعلام الصربية أن مساعدي تابي عرضوا عليهم الرشوة قبل نهائي 1991 مقابل السماح لمَرسيليا بالفوز. وادعى ستويانوفيتش أنه قُدمت له حقيبة مليئة بالنقود، وأضاف أنه عند رفضه لجأ نفس الأفراد إلى التهديدات والترهيب متخفين كنصيحة حسنة النية لأخذ المال "لأن [حتى لو لم تأخذها] مَرسيليا فريق أفضل بكثير وسوف يفوز بكل الأحوال وحينها سننشر خبرًا بأن النجم الأحمر خسر لأن حارس مرماهم (ستويانوفيتش) أخذ رشوة".

### فهرس المراجع
المنشورات
بالإنكليزية
1. 1 2  Dauncey (1999), p. 61–62.
2. ↑  Wilson (2014), p. 126.
3. ↑  Murray (2008), p. 148.

بالفرنسية
1. ↑  Glassmann (2003), p. 73.
2. ↑  Belin (1995), p. 78.
3. 1 2 3  Lestrelin (2010), p. 74-75.
4. ↑  Gerschel (1994), p. 358.
5. ↑  Verdez (2015), p. 87.

مواقع الوب
بالعربية
1. ↑  حسين غازي (4 مارس 2019). "ميلان واللقب الأوروبي المسلوب.. قضية مارسيليا الشهيرة تعود". العربي الجديد. مؤرشف من الأصل في 2024-05-23. اطلع عليه بتاريخ 2024-05-25.
2. ↑  نادر عيد (26 مايو 2017). "فضيحة الرشوة والمنشطات التي مهدت الطريق للقب فرنسا الوحيد في دوري الأبطال". في الجول. مؤرشف من الأصل في 2024-05-24. اطلع عليه بتاريخ 2024-05-25.
3. ↑  "فضيحة تهز الكرة الفرنسية.. شراء مباريات ورشوة حكام وتخدير منافسين". شبكة الجزيرة الإعلامية. 3 مارس 2019. مؤرشف من الأصل في 2024-05-23. اطلع عليه بتاريخ 2024-05-25.
4. ↑  رامي أبو الوليد (5 يونيو 2023). "فضيحة مارسيليا.. ذكرى تاريخية تحلق في سماء نهائي أبطال أوروبا". كووورة. مؤرشف من الأصل في 2024-05-23. اطلع عليه بتاريخ 2024-05-25.

بالإنجليزية
1. 1 2 3 4 5 6  Tom Adams (10 Mar 2011). "The shame of Marseille". ESPN Enterprises (بالإنجليزية). Archived from the original on 2016-03-10. Retrieved 2024-05-25.
2. 1 2 3 4 5 6 7 8 9  Robin Scott-Elliott (23 Nov 2011). "The story of Marseilles' tainted 1993 Cup triumph". The Independent (بالإنجليزية). Archived from the original on 2016-07-15. Retrieved 2024-05-25.
3. 1 2 3  Christopher Weir (30 Oct 2018). "The glory and the corruption of Marseille's kings of 1993, the team that conquered Europe". These Football Times (بالإنجليزية). Archived from the original on 2019-01-04. Retrieved 2024-05-25.
4. ↑  "Marseille 1–0 Milan". UEFA (بالإنجليزية). Archived from the original on 2018-05-09. Retrieved 2024-05-25.
5. 1 2 3 4  "Football: Marseille are to be relegated". The Independent (بالإنجليزية). 22 Apr 1993. Archived from the original on 2018-12-21. Retrieved 2024-05-25.
6. 1 2 3 4  Nick Bidwell (12 Jul 1993). "Football: Scandal leaves a stain on the white shirt of Marseille: Allegations of match-fixing, of franc-filled envelopes buried in gardens are threatening to dethrone the kings of French football". The Independent (بالإنجليزية). Archived from the original on 2016-07-26. Retrieved 2024-05-25.
7. 1 2 3  Barry James (14-3-1995). "Tapie directly implicated as Marseille trial opens". The New York Times (بالإنجليزية). Archived from the original on 21 -12-2018. Retrieved 25-05-2018. {{استشهاد ويب}}: تحقق من التاريخ في: |تاريخ أرشيف= (help)
8. ↑  William Drozdiak (10-06-1993). "French lament corruption as even soccer is tainted". The washington post (بالإنجليزية). Archived from the original on 25-25-2024. Retrieved 25-05-2024. {{استشهاد ويب}}: تحقق من التاريخ في: |تاريخ أرشيف= (help)
9. 1 2  Dan Warren (14 Jul 2006). "The worst scandal of them all". BBC Sport (بالإنجليزية). Archived from the original on 2023-12-08. Retrieved 2024-05-25.
10. ↑  Emma Smith (5 Jun 2023). "Marseille: The first and most controversial Champions League winners, 30 years on". BBC (بالإنجليزية). Archived from the original on 2024-05-11. Retrieved 2024-05-26.
11. ↑  Raf Diallo (9 Mar 2016). "When PSG were put in an awkward position after Marseille's scandal-fueled fall from grace". Newstalk (بالإنجليزية). Archived from the original on 2016-08-27. Retrieved 2016-07-09.
12. 1 2  "The greatest French club sides of all-time – Part 3". French Football Weekly (بالإنجليزية). 19 Jul 2011. Archived from the original on 2016-09-16. Retrieved 2024-05-26.
13. 1 2 3  Dominic Fifield (21 Feb 2015). "Arsenal's Arsène Wenger scarred for life by his war on Med with Monaco". The Guardian (بالإنجليزية). Archived from the original on 2018-12-21. Retrieved 2024-05-26.
14. ↑  "Sports people: soccer; Marseilles president ordered to step down". The New York Times (بالإنجليزية). 11 Feb 1994. Archived from the original on 2018-12-21. Retrieved 2024-05-26.
15. 1 2  Ashwin Asok (16 May 2018). "5 clubs that have won the European Cup and have been relegated". Sportskeeda (بالإنجليزية). Archived from the original on 2019-01-04. Retrieved 2024-05-26.
16. ↑  "Season 1994/95: Parma upset the established order". UEFA (بالإنجليزية). Archived from the original on 2023-01-07. Retrieved 2024-05-25.
17. ↑  [a] "Marseille seeking European redemption against Atlético". Drario AS (بالإنجليزية). 15 May 2018. Archived from the original on 2019-01-04. Retrieved 2024-05-26.
[b] "Twenty-five years on from scandal-riddled triumph, Marseille have chance to become force again". AOL (بالإنجليزية). 15 May 2018. Archived from the original on 2019-01-04. Retrieved 2019-01-03.
18. ↑  "FIFA Awards: Fair Play Award – all-time records" (PDF). FIFA (بالإنجليزية). p. 3. Archived from the original (PDF) on 2018-07-25. Retrieved 2018-12-21.
19. ↑  Robin Scott-Elliot (23 Feb 2011). "Revealed: Marseilles and the plot to bribe former England star". The Independent (بالإنجليزية). Archived from the original on 2019-01-04. Retrieved 2024-05-26.
20. ↑  "IMF faces losing second French boss". The telegraph (بالإنجليزية). 10 Mar 2013. Archived from the original on 2016-09-17. Retrieved 2024-05-25.
21. ↑  "Bernard Tapie brought glory and scandal to French football". France24 (بالإنجليزية). 3 Oct 2021. Archived from the original on 2024-05-23. Retrieved 2024-05-26.
22. ↑  David Lengel (29 Jul 2016). "The Joy of Six: sports executives who paid for their crimes in prison". The Guardian (بالإنجليزية). Archived from the original on 2018-12-20. Retrieved 2024-05-26.
23. ↑  Scott McDermott (7 Nov 2010). "I've had 17 years of hurt with the Champions League, says Walter Smith". Daily Record (بالإنجليزية). Archived from the original on 2018-12-21. Retrieved 2024-05-26.
24. ↑  Damion Mannion (24 Apr 2013). "Robbed? Why Rangers could have been the first Champions League winners". TalkSPORT (بالإنجليزية). Archived from the original on 2018-12-21. Retrieved 2024-05-06.
25. ↑  Robin Scott-Elliot (24 Feb 2011). "Uefa refuses to look into Hateley's Marseilles claim". The Independent (بالإنجليزية). Archived from the original on 2019-01-04. Retrieved 2019-01-03.
26. ↑  [a] "UEFA to probe Marseille '93 allegations". ESPN FC (بالإنجليزية). 23 Jan 2006. Archived from the original on 2016-08-13. Retrieved 2016-07-20.
[b] Astrid Andersson (25 Jan 2006). "Tapie takes legal action over doping allegations". The Daily Telegraph (بالإنجليزية). Archived from the original on 2016-07-07. Retrieved 2024-05-26.
27. ↑  David Lacey (3 Jan 1997). "Tapie is accused of fixing European ties: THE stench of corruption from the Olympique Marscille affair spreads ever wider". The Irish Times (بالإنجليزية). Archived from the original on 2024-02-21. Retrieved 2024-05-26.

بالفرنسية
1. 1 2 3 4 5 6 7 8 9 10 11 12  Anne Brigaudeau (20 May 2018). "Le jour où Bernard Tapie a truqué le match Valenciennes-OM". Franceinfo (بالفرنسية). Archived from the original on 2018-12-20. Retrieved 2024-05-25.
2. 1 2  Laurent Zègre (7 Jul 2013). "20 ans après l'affaire VA-OM : l'ex-joueur Christophe Robert toujours hanté par le match truqué". Sud Ouest (بالفرنسية). Archived from the original on 2016-07-17. Retrieved 2024-05-25.
3. ↑  "Jean-Pierre Bernès n'est plus banni". Libération (بالفرنسية). 8 Jun 1996. Archived from the original on 2019-01-05. Retrieved 2024-05-25.
4. ↑  Jean-Louis Pacull (6 Jan 1995). "A l'OM, Cangioni doit faire la manche". Libération (بالفرنسية). Archived from the original on 2018-12-21. Retrieved 2024-05-26.
5. 1 2  Michel Henry (16 Aug 2008). "Retour au ballon: Dans l'ombre du pouvoir (5/6) Jean-Pierre Bernès". Libération (بالفرنسية). Archived from the original on 2018-12-22. Retrieved 2024-05-25.
6. ↑  Emmanuel Versace (25 Aug 2011). "Jean-Pierre Bernès, le paria devenu agent millionnaire". FRANCE 24 (بالفرنسية). Archived from the original on 2011-09-07. Retrieved 2018-12-21.
7. ↑  Alan Leauthier (21 May 1997). "Tapie le dit: VA-OM était truqué. Au procès des comptes du club marseillais, il n'a pu éluder la corruption". Libération (بالفرنسية). Archived from the original on 2016-08-08. Retrieved 2016-07-10.
8. ↑  [a] "Ligue des champions 1993: nouvelles accusations de Hateley contre l'OM". 20 Minutes (بالفرنسية). 24 Feb 2011. Archived from the original on 2016-06-27. Retrieved 2024-05-26.
[b] Maxime Lambert (23 Feb 2011). "Un ancien joueur des Rangers accuse l'OM de corruption en 1993". Gentside Sport (بالفرنسية). Archived from the original on 2016-08-20. Retrieved 2024-05-25.

بالكرواتية
1. ↑  "KAKO JE TAPI HTEO DA NAMESTI FINALE SA ZVEZDOM U BARIJU? O tome su govorili Vladimir Cvetković i Dika Stojanović". Kurir (بكرواتية صربيا). 3 Oct 2021. Archived from the original on 2023-04-09. Retrieved 2024-05-26.

### معلومات المنشورات الكاملة
بالإنكليزية
- Hugh Dauncey; Geoff Hare (1999). France and the 1998 World Cup: the national impact of a world sporting event. Sport in the global society (بالإنجليزية). London: Frank Cass & Co. ISBN:978-0-7146-4887-3. OCLC:40142975. OL:384703M. QID:Q126095782.
- Scott Murray; Rowan Walker (2008). Day of the match: a history of football in 366 days (بالإنجليزية). London: Boxtree. ISBN:978-0-7522-2678-1. OCLC:973688235. OL:26864951M. QID:Q126113390.
- John K. Wilson; Richard Pomfret (2014). Public Policy and Professional Sports: International and Australian ExperiencesNew Horizons in the Economics of Sport series (بالإنجليزية). Cheltenham, Northampton: Edward Elgar Publishing. DOI:10.4337/9781782546245. ISBN:978-1-78254-624-5. OCLC:7390606252. QID:Q126097798.

بالفرنسية
- Christophe Gerschel (1994). Les groupements sportifs professionnels: aspects juridiques: contribution à une nouvelle personne morale intermédiaire entre la société et l'association. Bibliothèque de droit privé (243) (بالفرنسية). Paris: Librairie générale de droit et de jurisprudence. ISBN:978-2-275-00359-7. OCLC:53494202. OL:864145M. QID:Q126112236.
- Philippe Belin (1995). Le menteur de Marseille? (بالفرنسية). Paris: Jacques Grancher. ISBN:978-2-7339-0482-4. OCLC:466729528. OL:915030M. QID:Q126101580.
- Jacques Glassmann (2003). Foot et moi la paix (بالفرنسية). Paris: Calmann-Lévy. ISBN:978-2-7021-3393-4. OCLC:469598502. QID:Q126101537.
- Ludovic Lestrelin (2010). L'autre public des matchs de football: sociologie des supporters à distance de l'Olympique de Marseille. Collection En temps & lieux (21) (بالفرنسية). Paris: Éditions de l'EHESS. ISBN:978-2-7132-2273-3. OCLC:688842552. OL:24841299M. QID:Q126102181.
- Gilles Verdez; Guillaume Evin (2015). Les VIPères du foot (بالفرنسية). Paris: Éditions du Moment. ISBN:978-2-35417-374-6. OCLC:910644280. QID:Q126116448.